# Libnotes igalensis
Libnotes igalensis är en tvåvingeart som först beskrevs av Alexander 1937.  Libnotes igalensis ingår i släktet Libnotes och familjen småharkrankar.
Artens utbredningsområde är Tanzania. Inga underarter finns listade i Catalogue of Life.